# 宇都宮ステーション開発
宇都宮ステーション開発株式会社（うつのみやステーションかいはつ、英文社名：Utsunomiya Station Development Co., Ltd. ）は、栃木県宇都宮市に本社を置く東日本旅客鉄道（JR東日本）グループの企業。株式会社アトレの完全子会社（JR東日本連結子会社）。栃木県・茨城県内でJR駅の駅ビル・駅ナカ商業施設を運営する。宇都宮駅ビル「パセオ」内に本社を置く。
国鉄時代から駅ビルを運営してきたが、国鉄分割民営化によりJR東日本の子会社となる。のちにJR東日本グループ内の再編により、2015年4月1日付で親会社がJR東日本から株式会社アトレへ変更された。
なお本項では、2004年4月1日で宇都宮ステーション開発へ吸収合併され解散した、小山ステーション開発株式会社（おやまステーションかいはつ）についても触れる。

## 沿革
- 1973年（昭和48年）9月1日 - 宇都宮ステーション開発株式会社を設立[1]。
- 1974年（昭和49年）11月1日 - 宇都宮駅に駅ビル「ラミア」を開業[1]。
- 1977年（昭和52年）4月6日 - 小山ステーション開発株式会社を設立[1]。
- 1978年（昭和53年）7月16日 - 小山ステーション開発が、小山駅に駅ビル「VAL小山店」を開業[1]。
- 1987年（昭和62年）
  - 3月28日 - 小山ステーション開発が、古河駅に駅ビル「VAL古河」を開業[1]。
  - 4月1日 - 国鉄分割民営化により、宇都宮ステーション開発と小山ステーション開発が東日本旅客鉄道の子会社となる。
- 1990年（平成2年）12月1日 - 宇都宮駅に新駅ビル「パセオ」を開業[1]。
- 2004年（平成16年）4月1日 - 宇都宮ステーション開発が、小山ステーション開発を吸収合併[1]。
- 2009年（平成16年）4月1日 - 株式会社ジェイアール宇都宮企画開発から分割承継[1]。
- 2012年（平成15年）
  - 3月27日 - パセオ高層棟に「ホテル アール・メッツ宇都宮」を開業[1]。
  - 12月15日 - 小山駅に駅ナカ商業施設「Dila小山」を開業[1]。
- 2014年（平成17年）12月17日 - パセオ2階に栃木県の土産物や特産品を販売する「とちぎグランマルシェ」[3][4]を開業[1]。
- 2015年（平成27年）4月1日 - JR東日本グループ内の再編により、東日本旅客鉄道からアトレの子会社となる[1]。同時に駅ビル関連の資産を同社に譲渡し、駅ビル事業については運営だけを行う企業となる。[要出典]
- 2020年（令和2年）9月23日 - パセオ1階に、宇都宮餃子バーなどご当地グルメのフードコート「宇都宮FOODHALL」[5][6]を開業[1]。

## 運営施設
- 宇都宮駅駅ビル「パセオ」[2][7]
- 小山駅駅ビル「VAL小山」[2][8] - 小山ステーション開発から承継[1]。
- 古河駅駅ビル「VAL古河」[2][9] - 小山ステーション開発から承継[1]。
- 高架下駐車場[2] - 宇都宮、小山、古河、久喜の各地区で月極駐車場を運営する[10]。

## 関連会社
- 宇都宮ステーション開発と共にアトレ傘下へ移行した企業
  - 水戸ステーション開発（茨城県）
  - 高崎ターミナルビル（群馬県）